# Élections au Parlement d'Andalousie de 1996
Les élections au Parlement d'Andalousie de 1996 (en espagnol : Elecciones al Parlamento de Andalucía de 1996) se tiennent le dimanche 3 mars 1996 de manière anticipée, afin d'élire les 109 députés de la Ve législature du Parlement d'Andalousie pour un mandat de quatre ans. Le scrutin se tient le même jour que les élections aux Cortes Generales.
La législature sortante est marquée par « la pinza », une opposition conjointe du Parti populaire et de la Gauche unie qui bloque l'action du gouvernement minoritaire du président de la Junte socialiste, Manuel Chaves. Ainsi, après avoir échoué deux années consécutives à faire voter son projet de loi de finances Manuel Chaves dissout le Parlement et choisit de faire coïncider les élections régionales avec les élections générales.
Le scrutin connaît l'un des plus forts taux de participation d'Andalousie, grâce à la concomitance des élections générales et à la perception d'un véritable enjeu quant au vainqueur. Les résultats aboutissent à la cinquième victoire consécutive du Parti socialiste, qui se renforce au détriment de la Gauche unie, sans toutefois reconquérir la majorité absolue perdue deux ans plus tôt. Le Parti populaire, donné vainqueur par les sondages, perd un siège.
Cinq semaines et demi après la tenue des élections, Manuel Chaves est de nouveau investi président de la Junte, après s'être assuré du soutien du Partido Andalucista, avec qui il forme un gouvernement de coalition.

## Contexte

### Majorité relative du Parti socialiste
Lors des élections de 1994, le Parti socialiste perd, pour la première fois depuis l'accession de l'Andalousie à l'autonomie, sa majorité absolue au Parlement. Il compte désormais 45 députés sur 109, contre 41 pour le Parti populaire et 20 pour la Gauche unie, qui enregistrent tous deux une forte progression.
Après avoir échoué lors des deux premiers tours de vote en raison du refus de toutes les oppositions,, le président de la Junte socialiste sortant, Manuel Chaves, obtient l'investiture du Parlement six semaines après le scrutin. Il bénéficie de l'abstention de la Coalición Andalucista et d'un vote de la Gauche unie non-conforme au règlement qui annule de fait leurs suffrages.

### Instabilité et dissolution
La législature est marquée par une instabilité chronique, qui sera connu comme « la pinza » (en français : « la pince »), pour faire référence à la collaboration de fait et non-officielle entre le Parti populaire et la Gauche unie pour bloquer le fonctionnement du Parlement et mettre le Parti socialiste en difficulté. Ainsi, le bureau tente en 1994 de forcer Manuel Chaves à poser la question de confiance, ce qui relève de sa compétence exclusive, et une seule loi est adoptée au cours de la législature.
Le 20 décembre 1994, il annonce le retrait du projet de loi de finances pour 1995 et qu'il gouvernera en prorogeant le budget 1994, en raison des amendements adoptés par les oppositions limitant la marge de manœuvre de son exécutif dans l'exécution budgétaire. Après que le Parlement a voté, le 22 novembre 1995, une motion de renvoi du projet de loi de finances pour 1996, Manuel Chaves annonce, le même jour, son intention de dissoudre l'assemblée et de provoquer des élections anticipées en 1996.
Il indique, le 26 décembre, que le scrutin se tiendra le 3 mars 1996, afin de coïncider avec les élections générales anticipées.

## Mode de scrutin

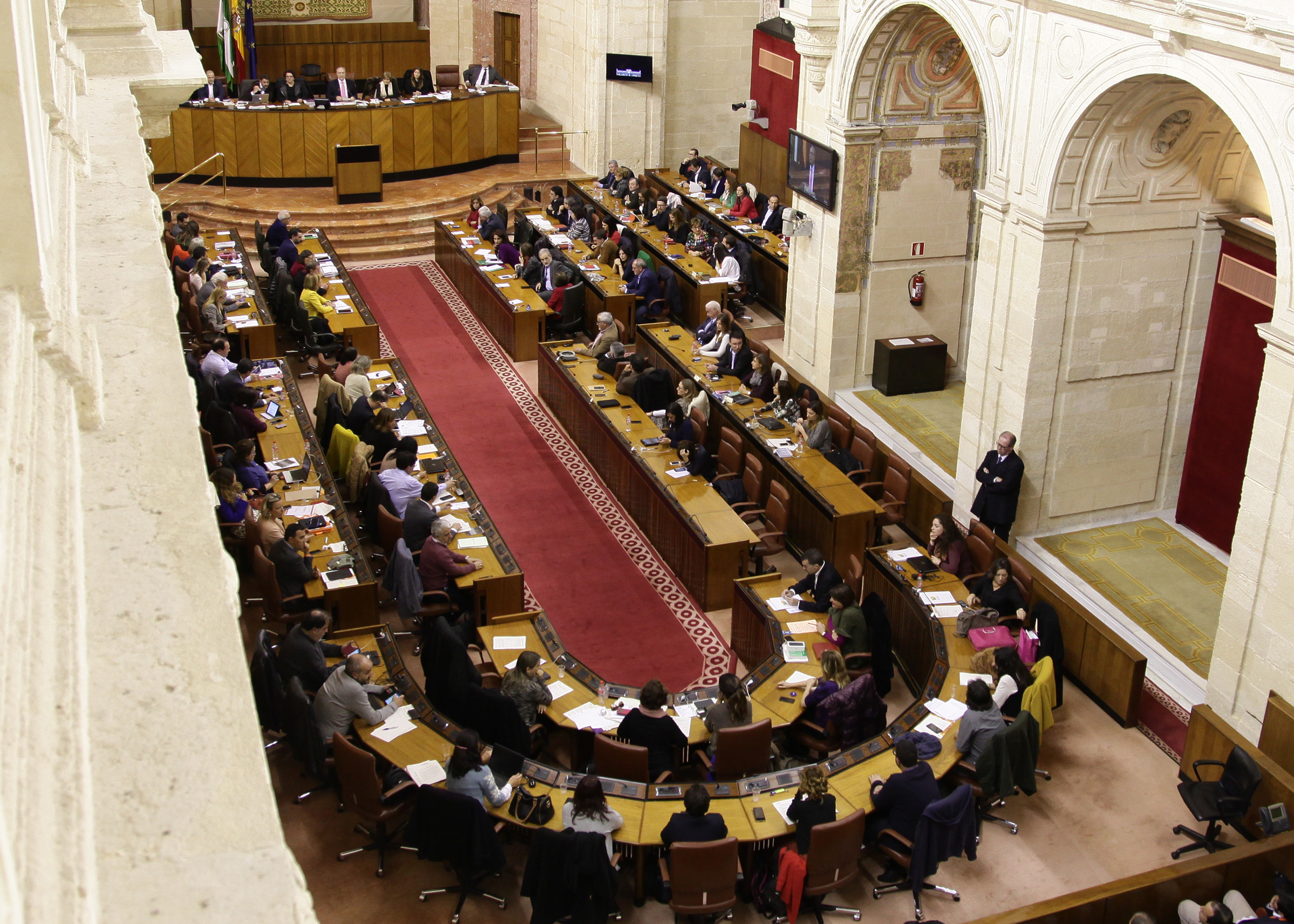
Hémicycle du Parlement, dans l'ancien hôpital de las Cinco Llagas.

Le Parlement d'Andalousie (Parlamento de Andalucía) est une assemblée parlementaire monocamérale constituée de 109 députés (diputados), élue pour une législature de quatre ans au suffrage universel direct selon les règles du scrutin proportionnel d'Hondt par l'ensemble des personnes résidant dans la communauté autonome où résidant momentanément à l'extérieur de celle-ci, si elles en font la demande.

### Convocation du scrutin
Conformément à l'article 26 du statut d'autonomie, le Parlement est élu pour un mandat de quatre ans. L'article 14 de la loi électorale andalouse du 2 janvier 1986, combiné aux dispositions l'article 42 de la loi électorale nationale, précise que les élections sont convoquées au moyen d'un décret du président de la Junte d'Andalousie, signé 25 jours avant la fin du mandat et publié au Journal officiel, le scrutin devant se tenir le 54e jour suivant la publication du décret mais pas entre le 1er juillet et le 31 août,. Cette interdiction a été instaurée en 1994, suivant des débats préalables aux élections de 1990, afin d'éviter une chute de la participation causée par la combinaison des vacances et des fortes chaleurs habituelles en Andalousie à cette période.

### Nombre de députés par circonscription
Puisque l'article 26 du statut d'autonomie prévoit que « le Parlement d'Andalousie sera constitué d'un nombre de députés compris entre 90 et 110 », l'article 17 de la loi électorale indique que le nombre de parlementaires est fixé à 109 et attribue à chaque circonscription 8 sièges d'office, les 45 mandats restant étant distribués en fonction de la population provinciale. L'article 28 du statut énonce effectivement que « la province constitue la circonscription électorale » et précise qu'aucune circonscription ne peut avoir plus du double de représentants qu'une autre.
Le décret de convocation des élections, publié le 9 janvier 1996, dispose que les sièges sont répartis ainsi : 
| Circonscriptions   | Députés |
| ------------------ | ------- |
| Séville            | 19      |
| Cadix et Malaga    | 15      |
| Cordoue et Grenade | 13      |
| Jaén               | 12      |
| Almería et Huelva  | 11      |

### Présentation des candidatures
Peuvent présenter des candidatures,, : 
- les partis ou fédérations politiques enregistrées auprès du registre des associations politiques du ministère de l'Intérieur ;
- les coalitions électorales de ces mêmes partis ou fédérations dûment constituées et inscrites auprès de la commission électorale au plus tard 10 jours après la convocation du scrutin ;
- et les électeurs de la circonscription, en nombre d'au moins 1 % des inscrits.

### Répartition des sièges
Seules les listes ayant recueilli au moins 3 % des suffrages valides — vote blanc inclus — peuvent participer à la répartition des sièges à pourvoir dans une circonscription, qui s'organise en suivant différentes étapes : 
- les listes sont classées en une colonne par ordre décroissant du nombre de suffrages obtenus ;
- les suffrages de chaque liste sont divisés par 1, 2, 3... jusqu'au nombre de députés à élire afin de former un tableau ;
- les mandats sont attribués selon l'ordre décroissant des quotients ainsi obtenus.

Lorsque deux listes obtiennent un même quotient, le siège est attribué à celle qui a le plus grand nombre total de voix ; lorsque deux candidatures ont exactement le même nombre total de voix, l'égalité est résolue par tirage au sort et les suivantes de manière alternative.

## Campagne

### Principales forces politiques
| Force politique | Force politique                                                                                            | Force politique | Chef de file                          | Idéologie                                                               | Résultats en 1994          |
| --------------- | --- | --------------- | ------------------------------------- | ----------------------------------------------------------------------- | -------------------------- |
|                 | Parti socialiste ouvrier espagnol d'Andalousie (es) Partido Socialista Obrero Español de Andalucía         | PSOE-A          | Manuel Chaves (Président de la Junte) | Centre gauche Social-démocratie, progressisme, nationalisme             | 38,7 % des voix 45 députés |
|                 | Parti populaire (es) Partido Popular                                                                       | PP              | Javier Arenas                         | Centre droit à droite Conservatisme, démocratie chrétienne, libéralisme | 34,4 % des voix 41 députés |
|                 | Gauche unie Les Verts – Appel pour l'Andalousie (es) Izquierda Unida Los Verdes-Convocatoria por Andalucía | IULV-CA         | Luis Carlos Rejón (es)                | Gauche Communisme, écologisme, nationalisme                             | 19,1 % des voix 20 députés |
|                 | Partido Andalucista (fr) Parti andalouciste                                                                | PA              | Pedro Pacheco (es) (Maire de Jerez)   | Centre gauche Social-démocratie, fédéralisme, nationalisme              | 5,8 % des voix 3 députés   |

## Résultats

### Total régional
| Représentation en hémicycle sur un axe gauche-droite du résultat. |                                                           |           |       |      |        |               |  |  |
| Partis                                                            | Partis                                                    | Voix      | %     | +/-  | Sièges | +/-           |  |  |
|                                                                   | Parti socialiste ouvrier espagnol d'Andalousie (PSOE-A)   | 1 903 160 | 44,06 | 5,35 | 52     | 7             |  |  |
|                                                                   | Parti populaire (PP)                                      | 1 466 980 | 33,96 | 0,40 | 40     | 1             |  |  |
|                                                                   | Gauche unie Les Verts – Appel pour l'Andalousie (IULV-CA) | 603 495   | 13,97 | 5,17 | 13     | 7             |  |  |
|                                                                   | Partido Andalucista (PA)                                  | 287 764   | 6,66  | 0,86 | 4      | 1             |  |  |
|                                                                   | Parti communiste du peuple andalou (PCPA)                 | 7 340     | 0,17  | 0,17 | 0      | en stagnation |  |  |
|                                                                   | Nation andalouse (NA)                                     | 5 846     | 0,14  | 0,13 | 0      | en stagnation |  |  |
|                                                                   | Parti humaniste (PH) (es)                                 | 4 339     | 0,10  | 0,05 | 0      | en stagnation |  |  |
|                                                                   | Autres listes                                             | 7 703     | 0,18  |      | 0      | en stagnation |  |  |
|                                                                   | Vote blanc                                                | 33 165    | 0,77  | 0,08 |        |               |  |  |
|                                                                   |                                                           |           |       |      |        |               |  |  |
| Votes valides                                                     | Votes valides                                             | 4 319 972 | 99,37 |      |        |               |  |  |
| Votes nuls                                                        | Votes nuls                                                | 27 221    | 0,63  |      |        |               |  |  |
| Total                                                             | Total                                                     | 4 347 193 | 100   | –    | 109    | en stagnation |  |  |
| Abstentions                                                       | Abstentions                                               | 1 230 374 | 22,06 |      |        |               |  |  |
| Inscrits / Participation                                          | Inscrits / Participation                                  | 5 577 567 | 77,94 |      |        |               |  |  |

### Par circonscription
| Circonscription | Circonscription | Almería | Almería | Almería | Almería       | Cadix   | Cadix   | Cadix  | Cadix         | Cordoue | Cordoue | Cordoue | Cordoue       | Grenade | Grenade | Grenade | Grenade       |
| --------------- | --------------- | ------- | ------- | ------- | ------------- | ------- | ------- | ------ | ------------- | ------- | ------- | ------- | ------------- | ------- | ------- | ------- | ------------- |
|                 |                 |         |         |         |               |         |         |        |               |         |         |         |               |         |         |         |               |
| Sièges          | Sièges          | 11      | 11      | 11      | en stagnation | 15      | 15      | 15     | en stagnation | 13      | 13      | 13      | en stagnation | 13      | 13      | 13      | en stagnation |
|                 |                 |         |         |         |               |         |         |        |               |         |         |         |               |         |         |         |               |
|                 |                 | Nombre  | Nombre  | %       | %             | Nombre  | Nombre  | %      | %             | Nombre  | Nombre  | %       | %             | Nombre  | Nombre  | %       | %             |
| Inscrits        | Inscrits        | 375 487 | 375 487 | 100,00  | 100,00        | 847 282 | 847 282 | 100,00 | 100,00        | 603 907 | 603 907 | 100,00  | 100,00        | 652 389 | 652 389 | 100,00  | 100,00        |
| Abstentions     | Abstentions     | 85 962  | 85 962  | 22,89   | 22,89         | 227 015 | 227 015 | 26,79  | 26,79         | 106 956 | 106 956 | 17,71   | 17,71         | 139 264 | 139 264 | 21,35   | 21,35         |
| Votants         | Votants         | 289 525 | 289 525 | 77,11   | 77,11         | 620 267 | 620 267 | 73,21  | 73,21         | 496 951 | 496 951 | 82,19   | 82,19         | 513 125 | 513 125 | 78,65   | 78,65         |
| Nuls            | Nuls            | 1 532   | 1 532   | 0,53    | 0,53          | 4 902   | 4 902   | 0,79   | 0,79          | 3 157   | 3 157   | 0,64    | 0,64          | 2 880   | 2 880   | 0,56    | 0,56          |
| Exprimés        | Exprimés        | 287 993 | 287 993 | 99,47   | 99,47         | 615 365 | 615 365 | 99,21  | 99,21         | 493 794 | 493 794 | 99,36   | 99,36         | 510 245 | 510 245 | 99,44   | 99,44         |
|                 |                 |         |         |         |               |         |         |        |               |         |         |         |               |         |         |         |               |
| Partis          | Partis          | Voix    | %       | Sièges  | +/-           | Voix    | %       | Sièges | +/-           | Voix    | %       | Sièges  | +/-           | Voix    | %       | Sièges  | +/-           |
|                 | PSOE-A          | 131 284 | 45,56   | 5       | en stagnation | 242 890 | 39,47   | 6      | 1             | 206 136 | 41,75   | 6       | en stagnation | 228 887 | 44,86   | 7       | 2             |
|                 | PP              | 114 252 | 39,67   | 5       | en stagnation | 200 080 | 32,51   | 5      | en stagnation | 156 275 | 31,65   | 4       | en stagnation | 191 450 | 37,52   | 5       | 1             |
|                 | IULV-CA         | 29 610  | 10,28   | 1       | en stagnation | 78 536  | 12,76   | 2      | 1             | 97 509  | 19,75   | 3       | en stagnation | 63 453  | 12,44   | 1       | 1             |
|                 | PA              | 9 475   | 3,29    | 0       | en stagnation | 84 799  | 13,78   | 2      | en stagnation | 28 179  | 5,71    | 0       | en stagnation | 19 728  | 3,87    | 0       | en stagnation |
|                 | Autres          | 1 596   | 0,55    |         |               | 4 610   | 0,75    |        |               | 2 393   | 0,48    |         |               | 3 102   | 0,61    |         |               |
|                 | Blanc           | 1 776   | 0,62    | 4 450   | 0,72          | 3 302   | 0,67    | 3 625  | 0,71          |         |         |         |               |         |         |         |               |

| Circonscription | Circonscription | Huelva  | Huelva  | Huelva | Huelva        | Jaén    | Jaén    | Jaén   | Jaén          | Malaga  | Malaga  | Malaga | Malaga        | Séville   | Séville   | Séville | Séville       |
| --------------- | --------------- | ------- | ------- | ------ | ------------- | ------- | ------- | ------ | ------------- | ------- | ------- | ------ | ------------- | --------- | --------- | ------- | ------------- |
|                 |                 |         |         |        |               |         |         |        |               |         |         |        |               |           |           |         |               |
| Sièges          | Sièges          | 11      | 11      | 11     | en stagnation | 12      | 12      | 12     | en stagnation | 15      | 15      | 15     | 1             | 19        | 19        | 19      | 1             |
|                 |                 |         |         |        |               |         |         |        |               |         |         |        |               |           |           |         |               |
|                 |                 | Nombre  | Nombre  | %      | %             | Nombre  | Nombre  | %      | %             | Nombre  | Nombre  | %      | %             | Nombre    | Nombre    | %       | %             |
| Inscrits        | Inscrits        | 355 131 | 355 131 | 100,00 | 100,00        | 507 746 | 507 746 | 100,00 | 100,00        | 921 414 | 921 414 | 100,00 | 100,00        | 1 314 211 | 1 314 211 | 100,00  | 100,00        |
| Abstentions     | Abstentions     | 87 836  | 87 836  | 24,73  | 24,73         | 83 023  | 83 023  | 16,35  | 16,35         | 232 264 | 232 264 | 25,20  | 25,20         | 268 054   | 268 054   | 20,40   | 20,40         |
| Votants         | Votants         | 267 295 | 267 295 | 75,27  | 75,27         | 424 723 | 424 723 | 83,65  | 83,65         | 689 150 | 689 150 | 74,80  | 74,80         | 1 046 157 | 1 046 157 | 79,60   | 79,60         |
| Nuls            | Nuls            | 2 610   | 2 610   | 0,98   | 0,98          | 2 560   | 2 560   | 0,60   | 0,60          | 4 107   | 4 107   | 0,60   | 0,60          | 5 473     | 5 473     | 0,52    | 0,52          |
| Exprimés        | Exprimés        | 264 685 | 264 685 | 99,02  | 99,02         | 422 163 | 422 163 | 99,40  | 99,40         | 685 043 | 685 043 | 99,40  | 99,40         | 1 040 684 | 1 040 684 | 99,48   | 99,48         |
|                 |                 |         |         |        |               |         |         |        |               |         |         |        |               |           |           |         |               |
| Partis          | Partis          | Voix    | %       | Sièges | +/-           | Voix    | %       | Sièges | +/-           | Voix    | %       | Sièges | +/-           | Voix      | %         | Sièges  | +/-           |
|                 | PSOE-A          | 130 355 | 49,25   | 6      | 1             | 199 637 | 47,29   | 6      | 1             | 270 977 | 39,56   | 6      | en stagnation | 492 994   | 47,37     | 10      | 2             |
|                 | PP              | 86 931  | 32,84   | 4      | en stagnation | 152 683 | 36,17   | 5      | en stagnation | 255 778 | 37,34   | 6      | en stagnation | 309 531   | 29,74     | 6       | en stagnation |
|                 | IULV-CA         | 30 371  | 11,47   | 1      | 1             | 51 488  | 12,20   | 1      | 1             | 108 259 | 15,80   | 2      | 2             | 144 269   | 13,86     | 2       | 1             |
|                 | PA              | 14 123  | 5,34    | 0      | en stagnation | 13 903  | 3,29    | 0      | en stagnation | 39 041  | 5,70    | 1      | 1             | 78 516    | 7,54      | 1       | en stagnation |
|                 | Autres          | 1 232   | 0,47    |        |               | 1 835   | 0,43    |        |               | 4 928   | 0,72    |        |               | 5 712     | 0,55      |         |               |
|                 | Blanc           | 1 673   | 0,63    | 2 617  | 0,62          | 6 060   | 0,88    | 9 662  | 0,93          |         |         |        |               |           |           |         |               |

## Analyse

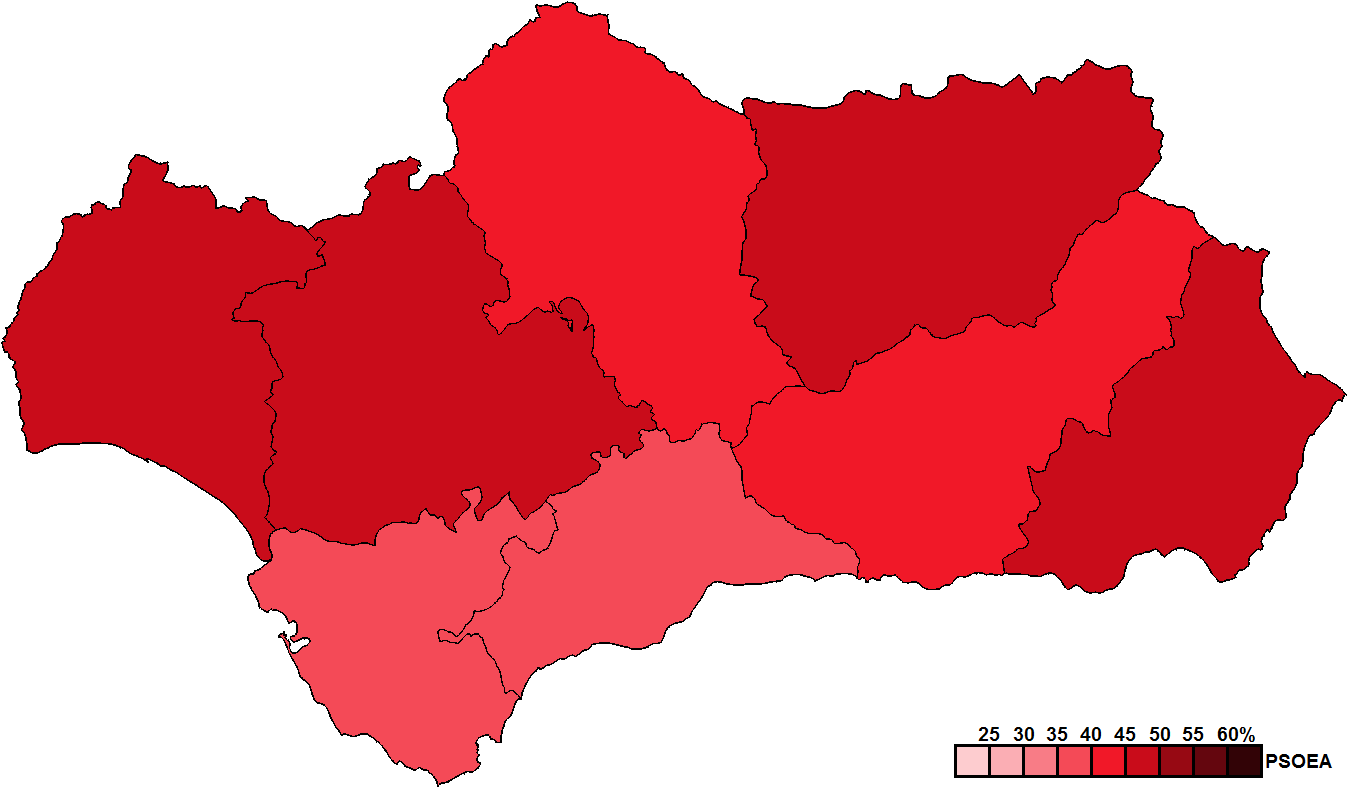
Parti arrivé en tête par circonscription et intensité de son score.

Le scrutin est marqué par une forte participation, supérieure de l'ordre de dix points de pourcentage à celle des élections de 1994. L'abstention est ainsi l'une des plus faibles de l'histoire d'Andalousie, après celle des élections générales de 1977 et de 1982. Si elle est la plus élevée dans les circonscriptions de Cadix et de Huelva, elle n'y dépasse pas les 30 % des inscrits. Cette affluence aux urnes s'explique par la concomitance des élections générales et régionales, et par l'enjeu pour le Parti socialiste de conserver le gouvernement régional face à des sondages adverses.
Pour la cinquième fois en cinq scrutins, la victoire revient au Parti socialiste. Il progresse de sept sièges au détriment de la Gauche unie, qui subit selon El País un « important revers » et d'après ABC une « véritable catastrophe », profitant du « vote utile » mais sans reconquérir la majorité absolue. De même, le Parti populaire, donné favori, ne parvient pas à accéder au pouvoir alors qu'il remporte, parallèlement, les élections générales. Aussi bien la campagne de la Gauche unie sur la « dette historique » de l'État envers la communauté autonome que le discours modéré et peu idéologique du Parti populaire ne portent pas leurs fruits.
S'il gagne 200 000 voix en deux ans, le Parti populaire est victime de la concentration de ses soutiens, puisque 61 % de ses suffrages proviennent des villes de plus de 20 000 habitants, là où le Parti socialiste y concentre 53 % des bulletins de vote reçus en sa faveur, étant ainsi capable de mobiliser le monde rural à son avantage. Ainsi, le Parti populaire l'emporte dans sept capitales de province sur huit, mais le Parti socialiste arrive en tête dans les huit circonscriptions. À Linares, Vélez-Málaga ou Úbeda, les socialistes devancent les conservateurs, qui en occupent pourtant les mairies. Ceux-ci virent également en tête à Estepona ou Marbella, bastions du président de l'Atlético de Madrid, Jesús Gil, qui avait publiquement appelé à voter pour le Parti populaire.
Le Partido Andalucista gagne un siège supplémentaire en convaincant plus de 73 000 nouveaux électeurs, ses quatre députés pouvant faire de lui la « clé » de la stabilité du futur gouvernement.

## Suites
Dès le lendemain du scrutin, la direction régionale du Parti socialiste se montre favorable à une entente avec le Partido Andalucista. Le chef de file de ce dernier, Pedro Pacheco (es), semble ouvert à des accords ponctuels, mais sans pacte de législature. Pourtant, le 28 mars, Manuel Chaves signe avec le président du Partido Andalucista, Alejandro Rojas-Marcos (es), un accord garantissant la stabilité institutionnelle pour les quatre années de la mandature, et qui entérine de fait l'entrée des nationalistes au gouvernement régional.
Le 11 avril, à l'issue de deux jours de débats, Manuel Chaves est investi pour un troisième mandat de président de la Junte par 56 voix pour et 53 contre, bénéficiant du soutien du Partido Andalucista et de l'opposition du Parti populaire et de la Gauche unie. Il constitue son gouvernement quatre jours plus tard, dans lequel les nationalistes obtiennent les départements des Relations avec le Parlement, et du Tourisme et des Sports.